# Let It Rock (Kevin Rudolf)
Let It Rock è un brano musicale del cantautore statunitense Kevin Rudolf, estratto come singolo dal suo album di debutto In the City. Il brano figura il featuring di Lil Wayne, ed è stato scritto e prodotto da Rudolf.
Negli Stati Uniti ed il Canada, il singolo ha raggiunto la quinta posizione della Billboard Hot 100, la sesta della Pop 100 e la seconda della Billboard Canadian Hot 100. Nella prima settimana, il brano ha debuttato alla posizione numero 45 della Australian Singles Chart, raggiungendo il seguito la terza. Nel Regno Unito, il singolo ha raggiunto dalla quarantesima posizione la decima in appena una settimana, per poi salire sino alla quinta la settimana seguente. Let It Rock è stata citata da Rolling Stone come la ventottesima migliore canzone del 2008.
Let It Rock è stata certificata triplo disco di platino dalla RIAA il 5 maggio 2009.

## Tracce
Download digitale
1. Let It Rock (featuring Lil Wayne) - 3:56

CD singolo statunitense
1. Let It Rock (clean) (featuring Lil Wayne) - 3:53
2. Let It Rock (dirty) (featuring Lil Wayne) - 3:56
3. Let It Rock (instrumental) - 3:50
4. Let It Rock (dirty a cappella) (featuring Lil Wayne) - 3:50

CD singolo britannico
1. Let It Rock (album version) (featuring Lil Wayne) - 3:56
2. Let It Rock (Filthy Dukes remix) (featuring Lil Wayne) - 6:35
3. Let It Rock (Cahill remix) (featuring Lil Wayne) - 6:11
4. Let It Rock (radio edit) (featuring Lil Wayne) - 3:54
5. Let It Rock (without rap) - 2:48

## Classifiche
| Classifica (2008)           | Posizione Più alta |
| --------------------------- | ------------------ |
| Australian Singles Chart    | 3                  |
| New Zealand Singles Chart   | 15                 |
| German Singles Chart        | 10                 |
| Dutch Top 40                | 10                 |
| Irish Singles Chart         | 4                  |
| Svizzera                    | 56                 |
| Billboard Canadian Hot 100  | 2                  |
| Turkey Top 20 Chart         | 11                 |
| Official Singles Chart      | 5                  |
| U.S. Billboard Hot 100      | 5                  |
| U.S. Billboard Adult Top 40 | 15                 |
| U.S. Billboard Pop 100      | 6                  |